# Tove Skutnabb-Kangas
Tove Skutnabb-Kangas   (Hèlsinki, 6 de juliol de 1940 - Lund, 29 de maig de 2023) va ser una lingüista i pedagoga suedòfona finlandesa. És coneguda per haver encunyat el terme «lingüicisme» per a referir-se a la discriminació basada en la llengua i per haver denunciat la violació de drets lingüístics com a violació de drets humans.

## Biografia
Després d'estudiar a Hèlsinki, va fer classes a l'escola de magisteri. El 1967 i el 1968 va treballar al departament de Llengües Nòrdiques de la Universitat Harvard. El 1976 va obtenir el seu primer doctorat a Hèlsinki amb una tesi sobre el bilingüisme. De 1995 a 2000 va ensenyar a la Universitat de Roskilde, on va ser investigadora convidada de 1979 a 2007. Des d'aleshores fins a la seva mort en va ser professora emèrita.
El tema del seu treball va ser principalment l'estudi de les condicions del bilingüisme. A principis de la dècada del 1980 va desenvolupar el concepte de «lingüicisme», amb el qual va resumir la discriminació de què són objecte les llengües minoritzades, parant atenció als kurds de Turquia, a les comunitats de la diàspora i als parlants de llengües de signes. Skutnabb-Kangas va definir el lingüicisme com les «ideologies i estructures que s'utilitzen per legitimar, efectuar i reproduir la divisió desigual de poder i recursos (tant materials com no materials) entre grups que es defineixen sobre la base del llenguatge». També va posar l'accent en el potencial de mediació i resolució de conflictes que aporta el multilingüisme. Igualment, va relacionar el manteniment de la diversitat lingüística amb el de la diversitat biològica.
L'any 2003, conjuntament amb Aina Moll, van guanyar el Premi Linguapax, atorgat per l'organització Linguapax.

## Obra publicada
- Bilingualism or not - the education of minorities.  Multilingual Matters, 1981. ISBN 0-905028-17-1.
- Minority education: from shame to struggle.  Multilingual Matters, 1988. ISBN 1853590037.
- Language, Literacy and Minorities.  The Minority Rights Group, 1990. ISBN 0946690782.
- Linguistic Human Rights. Over-coming linguistic discrimination. Contributions to the Sociology of Language 67.  Mouton de Gruyter. ISBN 3-11-014878-1.
- Multilingualism for All. Series European Studies on Multilingualism.  Swets & Zeitlinger, gener 1995. ISBN 90-265-1423-9.
- Language: A Right and a Resource. Approaching Linguistic Human Rights.  Central European University Press, gener 1999. ISBN 963-9116-64-5.
- Linguistic genocide in education ? or worldwide diversity and human rights?.  Lawrence Erlbaum Associates, 2000. ISBN 0-8058-3468-0.